# Municipalità locale di Makhuduthamaga
La municipalità locale di Makhuduthamaga (in inglese Makhuduthamaga Local Municipality) è una municipalità locale del Sudafrica appartenente alla municipalità distrettuale di Sekhukhune, nella provincia del Limpopo.
Il suo territorio si estende su una superficie di 2.096 km² ed è suddiviso in 31 circoscrizioni elettorali (wards). Il suo codice di distretto è LIM473.

## Geografia fisica

### Confini
La municipalità locale di Makhuduthamaga confina a nord con quelle di Lepele-Nkumpi (Capricorn) e Fetakgomo, a est con quella di Greater Tubatse, a sud con quella di Elias Motsoaledi e a ovest con quella di Ephraim Mogale.

### Città e comuni
- Glen Cowie
- Jane Furse
- Kwena Madihlaba
- Kwena Mashabela
- Malaita
- Mampane
- Masemola
- Matlala
- Morwangwato
- Ndebele
- Nebo
- Pedi Mamone
- Phokwane
- Roka Phasha Phokoane
- Sekhukhune
- SMN
- Tisane
- Vergelegen

### Fiumi
- Gemsbokspruit
- Lepellane
- Motsephiri
- Ngwaritsi
- Olifants
- Nkumpi

### Dighe
- Piet Gouws Dam

### Laghi
- Lehlagare Matlala